# Łąck
Łąck is een dorp in het Poolse woiwodschap Mazovië, in het district Płocki. De plaats maakt deel uit van de gemeente Łąck en telt 1350 inwoners.

## Verkeer en vervoer
- Station Łąck